# Bibliotheek van het Bisschoppelijk Seminarie Gent

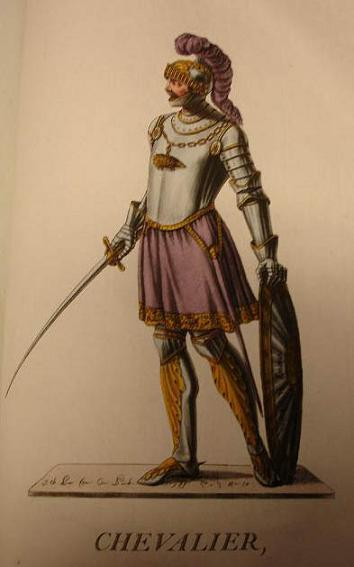
Recueil de tous les costumes des ordres religieux et militaires. L'orde du porc-epic

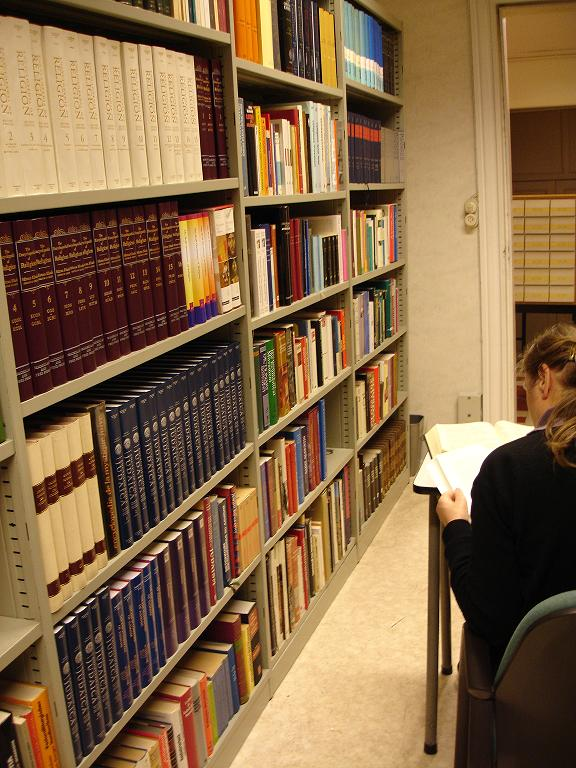
De leeszaal

De bibliotheek van het Bisschoppelijk Seminarie in Gent is een wetenschappelijke theologische bibliotheek evenals een bewaar- en erfgoedbibliotheek. De huidige collectie is deels toegankelijk voor het publiek.

## Geschiedenis

### Het Concilie van Trente (1545-1563)
De katholieke Kerk kende in die periode veel moeilijkheden door het snel opkomend protestantisme. Op het Concilie van Trente werd beslist om de Kerk te vernieuwen en te consolideren. Het seminariedecreet werd van kracht op 15 juli 1563. Met dit decreet werd elk bisdom verplicht om een seminarie op te richten ter vorming van de priesters. Er begon een systematische uitbreiding van de studiehuizen en colleges in Rome voor de opleiding van priesters. Vanuit Rome werden impulsen gegeven aan nieuwe kloosterorden en bisdommen.

### Ontstaan van het Bisdom Gent
In 1559, tijdens de regering van Filips II (1555-1598), ontstaat het bisdom Gent. Cornelius Jansenius is de eerste bisschop van het nieuwe bisdom en tevens de eerste bisschop der Nederlanden die een seminarie opricht. Dit gebeurt op 25 november 1569 in het huis van de Hiëronymieten, gelegen in het oude Geraard de Duivelsteen.
Belangrijke data en omwentelingen voor de seminariebibliotheek. Tijdens het Calvinistische bewind te Gent werd het seminarie omgevormd tot een protestantse theologische faculteit (1578-1584)
Na herstel van het katholicisme in de Zuidelijke Nederlanden werd ook het seminarie hersteld.
In 1621 werd Antonius Triest bisschop van Gent. Hij liet een nieuw seminarie bouwen ten noorden van de Sint-Baafskathedraal (huidige Biezekapelstraat) en het oude gebouw werd verkocht. In de oude collectie van de bibliotheek bevinden zich nog boeken met een vignet van bisschop Triest.
Onder het bestuur van bisschop Albrecht van Horne werd het archief van het seminarie in 1681 voor het eerst geordend en geïnventariseerd.
In 1714 werd Maximiliaan Antoon van der Noot benoemd tot president van het seminarie. In 1742 werd hij de 15de bisschop van Gent. Onder zijn bestuur werden de gebouwen van het seminarie volledig vernieuwd. Tijdens de bezetting van Gent door de Franse troepen werd het seminarie gesloten van 1798 tot 1802. Het seminarie werd heropend door Mgr. Etienne Fallot de Beaumont.
De Provincie Oost-Vlaanderen en Mgr. Antoon Stillemans besloten in 1905 een nieuw seminarie te bouwen aan de Reep. In 1914 was het gebouw klaar. De eersten die het betrokken waren de Duitse bezettingstroepen. Van 1918 tot 1925 diende het seminarie als Albertkazerne voor het Belgische leger. Pas in 1926 verhuisden de seminaristen van de Biezekapelstraat naar de Reep. De bibliotheek werd geïnstalleerd in de ruimten die ze tot 2002 innam aan de Reep.
In 1965 werd orde gebracht in het verwaarloosde archief van het seminarie. Alle fondsen waren door elkaar vermengd geraakt door de herhaaldelijke verhuizingen. De inventarisatie gebeurde door Prof. Dr. Jan Roegiers.
In 1974 werd Prof. Dr. Peter Schmidt aangesteld als bibliothecaris van de seminariebibliotheek. Hij bracht een systematiek aan en richtte de zalen in voor het bewaren van boeken en tijdschriften. De inventarisatie gebeurde door een ploeg BTK-ers onder leiding van de heer Emiel Wille, voormalig diensthoofd Catalografie aan de toenmalige Rijksuniversiteit Gent. In 1992 werd mevr. Marina Teirlinck aangeworven als bibliothecaris. Prof. Schmidt bleef hoofdbibliothecaris. Samen streven zij er nog steeds naar om de bibliotheek zo toegankelijk mogelijk te maken voor het publiek.
In juni 2002 is de bibliotheek opnieuw verhuisd naar haar oorspronkelijke locatie in de Biezekapelstraat, nu Sint-Baafshuis Gent genoemd. Doordat dit gebouw een grondige restauratiebeurt nodig heeft, is de collectie niet volledig overgebracht. Een deel van de collectie staat nog in containers bij een verhuisfirma in Antwerpen. Momenteel zijn enkel de leeszaalwerken en het Oude Fonds te raadplegen in de bibliotheek, die sedert de zomer 2015 ondergebracht werd naar de zolder van de vleugel gebouwd door David 't Kindt. Eind 2022 zou het aanpalende magazijn klaar moeten zijn. Vanaf dan kan de volledige collectie weer opgesteld worden en ter beschikking gesteld worden van het publiek.

## Collectie
- Het Oude Fonds (1480-1800). Dit bevat 12.000 banden historisch en cultureel erfgoed.
- Het Fonds 1801 – Vaticanum II. Dit fonds bevat de hele theologische collectie tot de eerste helft 20e eeuw.
- Het recente lopende fonds (ca. 1960-heden). Ca. 15.000 banden onderverdeeld in Exegese, Kerkgeschiedenis, Godsdienstwetenschappen, Patristiek, Filosofie, Homiletiek, Moraaltheologie, Kerkelijk Recht, Dogmatiek, Liturgie. Ook naslagwerken en (theologische) tijdschriften zijn in de leeszaal raadpleegbaar.

### Belangrijke werken
- Jansenistica (strijdschriften en pamfletten)
- Modernisme
- Collection des Procès-Verbaux des Assemblées du Clergé de France
- Polyglotbijbels
- Acta Sanctorum
- Patrologia Latina - de bronnenreeks van Jacques Paul Migne
- Sources Chrétiennes
- Encyclopédie van Diderot en d'Alembert

## Werking
De bibliotheek is vrij toegankelijk. De meest recente boeken kunnen gezocht worden via de bibliotheekcatalogus LIMO van KULeuven.
De gehele catalogus (tot 1999) kan, samen met deze van 22 andere Gentse wetenschappelijke bibliotheken, geraadpleegd worden via de website van CaGeWeB